# 莎图·梅凯莱-努梅拉

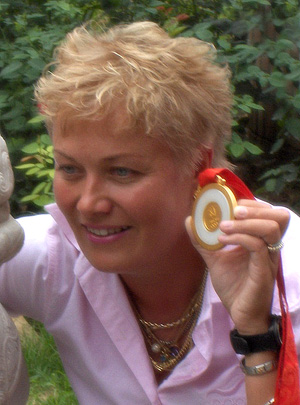
莎图·梅凯莱－努梅拉

莎图·梅凯莱-努梅拉（芬蘭語：Satu Mäkelä-Nummela，1970年10月26日—），生于芬兰奥里马蒂拉，是一名芬兰女子射击运动员。
她赢得了2008年北京奥运会女子飞碟多向的金牌。